# 完顏玠
溫悼敏王完顏玠（1181年—1192年），本名完顏謀良虎，金国宗室。

## 经历
金显宗之子，母王氏後封裕陵婉儀。完顏玠個性好學，也十分溫純。大定二十九年（1189年）其兄弟金章宗即位後，封為溫王。
明昌三年（1192年）他去世，年十一歲，金章宗親自祭奠他。

## 延伸阅读
[在维基数据编辑]
 《金史·卷93》，出自脱脱《遼史》